# Plac Wilsona (stanice metra ve Varšavě)
Plac Wilsona (v češtině přeložitelné jako Wilsonovo náměstí) je stanice varšavského metra na lince M1. Kód této stanice je A-18.

## Charakter stanice
Plac Wilsona se nachází na severním konci trasy, pod stejnojmenným náměstím ve čtvrti Żoliborz. Je konstruována jako mělce založená, hloubená stanice s ostrovním nástupištěm, umožněno je zde obracení vlaků. Má dva výstupy, severní a jižní, z nichž ten severní je proveden velmi atypicky – výstup je zastřešen velkou dominující kopulí, která je jak součástí nástupiště, tak i nad ním ležícího vestibulu. Stanice byla otevřena 8. dubna 2005 a stala se konečnou. Tento status jí zůstal až do otevření další severním směrem budované stanice Marymont.